# Pora na przygodę: Fionna i Cake
Pora na przygodę: Fionna i Cake – amerykański serial animowany dla nastolatków stworzony przez Adama Muto. Jest to spin-off serialu Cartoon Network, Pora na przygodę!, który został stworzony przez Pendletona Warda. Serial miał swoją premierę 31 sierpnia 2023 roku w Stanach Zjednoczonych i 3 października 2024 w Polsce.
Serial koncentruje się na tytułowych postaciach, Fionnie Dziewczynie i Kotce Cake, alternatywnych wersjach głównych bohaterów oryginalnego serialu Finna Człowieka i Psa Jake'a z oryginalnej serii, którzy wcześniej pojawili się w kilku odcinkach. Producentami wykonawczymi serialu są Adam Muto, który pełnił funkcję showrunnera w drugiej połowie Pory na przygodę i nadzorował produkcję odcinków specjalnych Odległe krainy a także Fred Seibert i Sam Register. Potwierdzono emisję dziesięciu półgodzinnych odcinków, które będą ukazywać się w odstępach dwóch odcinków tygodniowo do 28 września.

## Streszczenie
Pora na przygodę: Fionna i Cake to spin-off serialu Pora na przygodę, którego fabuła opowiada o przygodach Człowieka Finna i Psa Jake'a. Ten serial skupia się jednak na dziewczęcych odpowiednikach głównych bohaterów, Dziewczynie Fionnie i Kotce Cake. W serialu występuje również Szymon Petrikov, postać, która przez większość Pory na przygodę była dobrze znana jako Lodowy Król.
Fionna mieszka ze swoją kotką Cake, w alternatywnej rzeczywistości pozbawionej magii, spędzając dni na wykonywaniu pracy, której nienawidzi; nocami marzy o magicznym świecie, który wydaje się być jedynie jej wyobrażeniem. Szymon, w Krainie Ooo, pracuje w domu, który stał się żywym eksponatem minionej epoki. W następnych odcinkach trio podróżuje przez multiwersum, będąc jednocześnie ściganym przez nowego antagonistę, Scaraba, zdeterminowanego, by wytropić i wymazać głównych bohaterów z istnienia.

## Odcinki

### Spis serii
| Sezon | Sezon | Odcinki | Premiera (światowa) | Premiera (światowa) | Sieć |
| Sezon | Sezon | Odcinki | Premiera serii      | Finał serii         | Sieć |
| ----- | ----- | ------- | ------------------- | ------------------- | ---- |
|       | 1     | 10      | 31 sierpnia 2023    | 28 września 2023    | Max  |

### Spis odcinków
| Premiera (świat) | Nr | Tytuł oryginalny      |
| ---------------- | -- | --------------------- |
| 31.08.2023       | 01 | Fionna Campbell       |
| 31.08.2023       | 02 | Simon Petrikov        |
| 07.09.2023       | 03 | Cake the Cat          |
| 07.09.2023       | 04 | Prismo the Wishmaster |
| 14.09.2023       | 05 | Destiny               |
| 14.09.2023       | 06 | The Winter King       |
| 21.09.2023       | 07 | The Star              |
| 21.09.2023       | 08 | Jerry                 |
| 28.09.2023       | 09 | Casper & Nova         |
| 28.09.2023       | 10 | Cheers                |